# Lothar Baier
Lothar Baier, né le 16 mai 1942 à Karlsruhe et mort le 11 juillet 2004 à Montréal Canada, est un écrivain, un traducteur et un journaliste indépendant allemand, cofondateur de la revue littéraire Text und Kritik.

## Biographie
Dans les années 1950, Lothar Baier s'intéresse à la culture française qu'il perçoit comme une contre-culture incarnée par l'existentialisme de Sartre et prônant la liberté, le sens de la révolte et le plaisir de vivre. Le lycéen allemand y voit un remède à l'ennui, la morale cléricale et l'humanisme prussien.
Il adhère au mouvement des scouts de gauche allemands de la Deutsche Jungenschaft, découvre le jazz américain et l'avant-garde allemande. La lecture de Peter Weiss, dont la lecture représente pour lui « un acte de révolte contre une réalité à l'apparence désespérément immuable ».
Objecteur de conscience à la fin des années 1960, Lothar Baier milite à Francfort dans un groupe antimilitariste et participe aux mouvements contestataires des années 1968. S'il appartient à la mouvance gauchiste, il ne cède pas à la dérive terroriste meurtrière qui émerge en Allemagne dans les années 1970 mais se refuse cependant à jeter l'opprobre sur la bande à Baader. Il prend part, en France, aux manifestations de Lip et du Larzac, et en Allemagne, aux protestations des pacifistes et des écologistes. 
Lothar Baier est un fin connaisseur allemand du monde francophone. En 1985, il publie d'emblée en langue française Un Allemand né de la dernière guerre : essai à l'usage des Français. Il y montre la difficulté de la société allemande à nommer Auschwitz, aborder son passé nazi et se confronter au communisme. L'ouvrage, passé relativement inaperçu, est réédité en 1989 après la publication en français en 1988 de L’Entreprise France, un ouvrage critique de la nouvelle société française des années Mitterrand.
Il y dénonce la nouvelle idéologie économique qui détruit la vie publique en France, le manque de lucidité des Français face aux dangers du nucléaire, la faiblesse présence politique et associative des écologistes français, la démission des intellectuels et l'attirance croissante de la population pour les idées de Jean-Marie Le Pen. Son ton critique et ses attaques contre des personnalités en vue comme et l'ouvrage est assimilé à un pamphlet plus qu'à une analyse.
En 1987, il est le seul correspondant de la presse allemande à suivre l'intégralité du procès de Klaus Barbie.
En 1992 paraît en France son roman Le Délai, traduction de l'ouvrage Jahresfrist publié en Allemagne en 1985. Il y narre dans un récit fictionnel son expérience de restauration d'une vieille ferme isolée en Ardèche dans les années 1980. Cette expérience est pour lui celle d'une désillusion, de la perte du sens de l'utopie.
Il a été distingué par le prix Jean Améry en 1982 et en 2003 pa le Prix Gerrit Engelke-Preis. Baier signait des articles dans Merkur, dans Kursbuch ; il a été pendant plusieurs années rédacteur au Wochenzeitung (WOZ) de Zurich. Il avait également réalisé des chroniques à la radio Deutschlandfunk.
Lothar Baier était un des meilleurs traducteurs en langue allemande des œuvres de Paul Nizan, André Breton, Georges Simenon et Jean-Paul Sartre.

Baier se suicide le 11 juillet 2004 à Montréal où il s'était établi deux ans plus tôt dans le cadre de son enseignement universitaire.

## Œuvres
- Über Ror Wolf, publié à Francfort-sur-le-Main : Suhrkamp, 1972
- Französische Zustände. Berichte und Essays. Francfort-sur-le-Main: Europäische Verlagsanstalt 1982.
- Jahresfrist. Frankfurt am Main: Fischer Verlag 1985. Traduction en français[7] :
- Firma Frankreich. Eine Betriebsbesichtigung. Berlin: Wagenbach 1988. Traduction en français : Lothar Baier et Jean-Luc Tiesset, L'entreprise France, Calmann-Lévy, 1989 (ISBN 978-2-7021-1788-0).
- Gleichheitszeichen. Streitschriften über Abweichung und Identität. Berlin: Wagenbach 1985.
- Un Allemand né de la dernière guerre: essai à l'usage des Français, Calmann-Lévy, 1989 (ISBN 978-2-7021-1789-7).
- Volk ohne Zeit. Essay über das eilige Vaterland. Berlin: Wagenbach 1990.
- Zeichen und Wunder. Kritiken und Essays. Berlin: Ed. Tiamat 1990.
- Die große Ketzerei. Verfolgung und Ausrottung der Katharer durch Kirche und Wissenschaft. Berlin: Wagenbach 1991.
- Christoph Hein. Texte, Daten, Bilder. publié à Francfort-sur-le-Main: Luchterhand 1990.
- Die verleugnete Utopie. Zeitkritische Texte. Berlin: Aufbau 1993.
- Ostwestpassagen. Kulturwandel - Sprachzeiten. Munich: Antje Kunstmann 1995.
- Keine Zeit. 18 Versuche über die Beschleunigung. Munich: Antje Kunstmann 2000. (Pas le temps ! Traité sur l'accélération 2002).
- Anders schreibendes Amerika. Eine Anthologie der Literatur aus Quebec 1945 - 2000. Lothar Baier et Pierre Filion. Heidelberg: Verlag Wunderhorn 2000.  (ISBN 3-88423-164-2)
- Was wird Literatur? Munich: Antje Kunstmann 2001,  (ISBN 3-88897-284-1)